# Mýrdalsjökull
Mýrdalsjökull (en islandès significa literalment capa de glaç dins la vall de la maresma) és una glacera situada al sud d'Islàndia. Es troba al nord de Vík í Mýrdal i a l'est de la glacera més reduïda d'Eyjafjallajökull el volcà sota la qual entrà en erupció el març del 2010. El seu punt més alt arriba a 1.493 m d'alt i l'any 1980 cobria una extensió de 595 km², cosa que la converteix en la quarta més gran del país.
La seva capa de glaç de la glacera cobreix un volcà actiu anomenat Katla un dels volcans més poderosos del món. La caldera del volcà té un diàmetre de 10 km i entra en erupció normalment cada 40-80 anys. L'última erupció va tenir lloc l'any 1918 des de aleshores els vulcanòlegs monitoregen el volcà molt acuradament. Des de l'any 930 (data de la colonització humana d'Islàndia) s'han enregistrat 16 erupcions documentades.